# Un pizzico di fortuna
Un pizzico di fortuna (Lucky Me) è un film del 1954 diretto da Jack Donohue.

## Trama

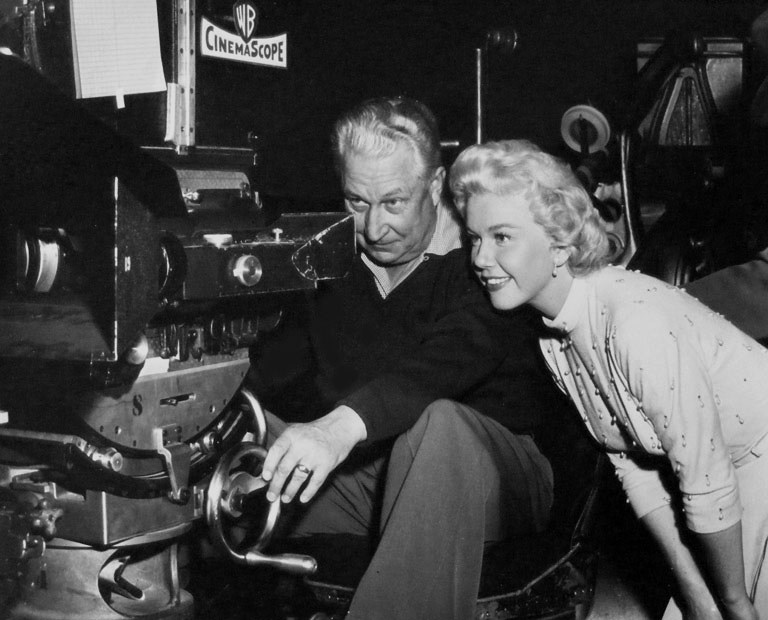
Doris Day con il regista Jack Donohue

Candy Williams fa parte di un gruppo di attori costantemente in fuga dai propri creditori; il gruppo cerca di trovare soluzioni ingegnose per guadagnare denaro e riuscire a mostrare il proprio talento, sperando in un provvidenziale "pizzico di fortuna".

## Distribuzione
Negli Stati Uniti, la pellicola è stata distribuita a partire dal 9 aprile 1954.